# Hinnom
Hinnom (en hébreu : הנום) est une vallée étroite et profonde qui s'étend au sud et au sud-ouest de la vieille ville de Jérusalem. Elle passe au sud du mont Sion et débouche dans la vallée du Cédron. L'expression גיא הנום (guei Hinnom) « vallée du Hinnom » a été transcrit en grec Γέεννα (géenna) et a donné en français le nom Géhenne.

## Géographie

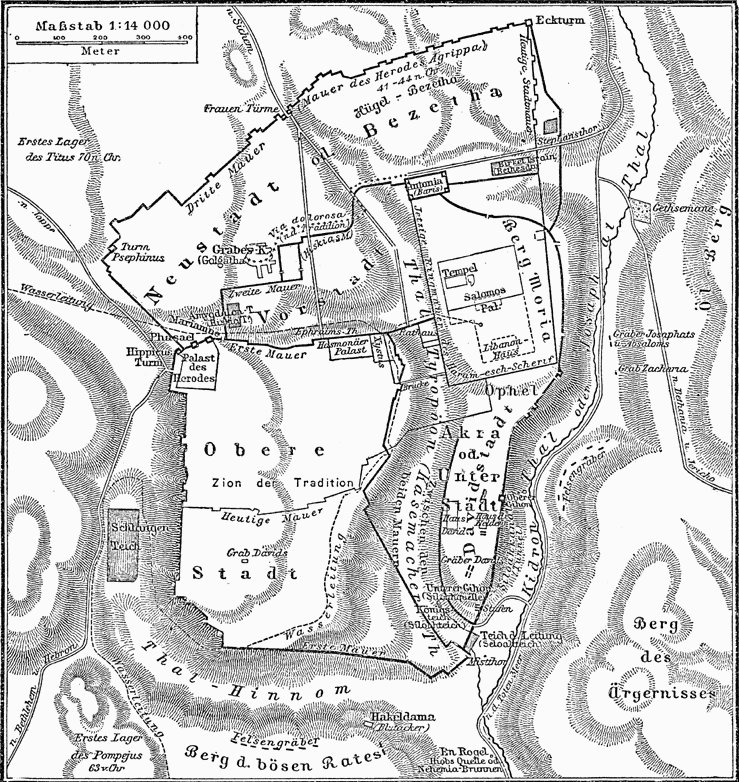
Carte de Jérusalem avec ses remparts à l'époque du Second Temple. La vallée s'étend au sud et au sud-ouest. De nos jours, le mont Sion est en dehors des remparts de la Vieille Ville, et la vallée du Tyropoeon a été en partie comblée.

La vallée de Hinnom, commence non loin de la porte de Jaffa et se dirige vers le sud à l’angle sud-ouest de la ville. Elle y bifurque abruptement vers l'est, longeant le sud pour rejoindre les vallées du Tyropœôn et du Cédron, près de l’angle sud-est de la ville. Elle s'élargit aux environs de la jonction des vallées du Tyropœôn et du Cédron (Qidrôn). C'est probablement à cet endroit que se trouvait Topheth. C'est l’actuel ouadi er-Rababi.

## Histoire

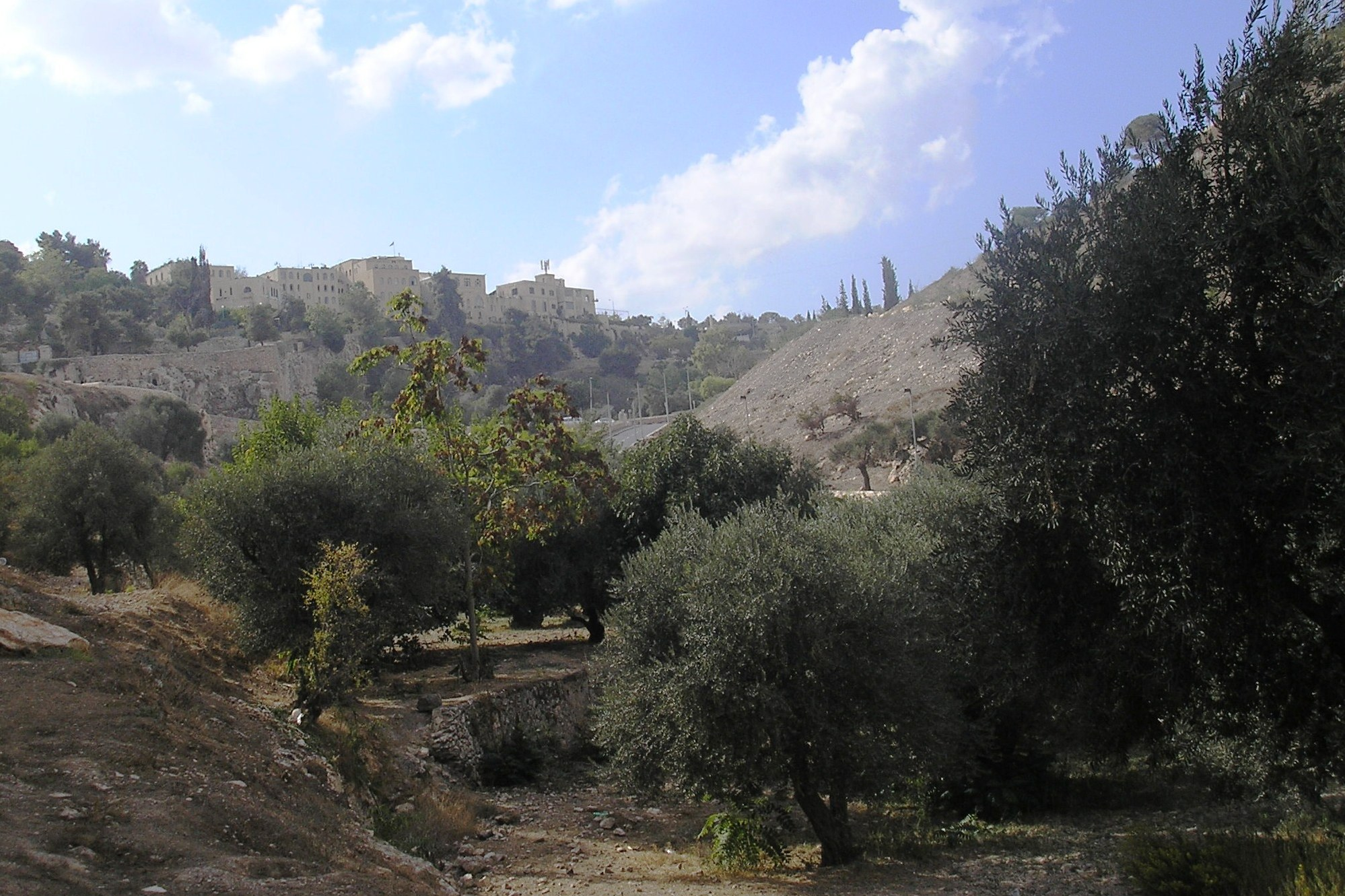
La vallée de Hinnom aujourd'hui.

Dans la Bible, la vallée est associée à l'idolâtrie :

« Il (Josias) déclara impur le Tofèth qui se trouve dans la vallée de Ben-Hinnom, afin que personne n'y fit plus passer son fils ni sa fille par le feu, en l'honneur de Moloch »

— II Rois 23:10
La valeur négative attachée à ce lieu dans la tradition juive a fini par en faire une préfiguration de l'enfer. Le nom de la vallée est à l'origine du mot Géhenne, de l'hébreu Gé [ben] Hinnom (גֵיא בֶן-הִנֹּם). La tradition  situe Akeldama, le « Champ du Sang » ou encore « le champ du potier », qui fut acheté avec les 30 pièces d’argent de Judas Iscariote, sur le versant sud de la vallée près de son extrémité orientale.
Au IVe siècle, Jérôme de Stridon écrit que le Gue Hinnom est redevenu, comme il l'avait été autrefois, un lieu « agréable », où poussent des jardins.
En 1536, le sultan Soliman le Magnifique y creuse un bassin, converti depuis en un théâtre à ciel ouvert.
Le bassin, comme la vallée, se trouve de 1948 à 1967 dans le no man's land entre Israël et la Jordanie. Au cours de la guerre d'indépendance d'Israël, un téléphérique militaire passe au-dessus de la vallée afin de relier le mont Sion au contrebas, fournissant du ravitaillement et évacuant les blessés, uniquement de nuit. Ce téléphérique demeura fonctionnel pendant toute la durée de la ligne de partage.
En 1981, la cinémathèque de Jérusalem fut réaménagée à proximité du bassin du Sultan.
C'est également du côté oriental de la vallée que commence la route menant de la porte de Jaffa à Hébron. Le côté septentrional-occidental de la vallée de Hinnom abrite un parc public.